# BMW R 6
 (avril 2023).
Si vous disposez d'ouvrages ou d'articles de référence ou si vous connaissez des sites web de qualité traitant du thème abordé ici, merci de compléter l'article en donnant les références utiles à sa vérifiabilité et en les liant à la section « Notes et références ».
La BMW R6 est une motocyclette BMW produite dans les années 1930. Elle partage son architecture avec celle de la BMW R 5.